# Город собак
Город собак (англ. Dog City) — семейный, комедийный телесериал-детектив, созданный компаниями Nelvana Limited (Канада) и Jim Henson Productions (США). Выходил с 1992 года по 1995 год на FOX.
В «Городе собак» присутствует как анимация, созданная Nelvana и Fox Kids, так и кукольное представление, созданное Jim Henson Productions. Мультипликационные части сериала посвящены частному собачьему детективу по имени Эйс Харт. Кукольные части сосредоточены на взаимодействии Эйса Харта и его мультипликатора Элиота Шега, который, как и Эйс Харт, является немецкой овчаркой. Эйс Харт, иногда останавливая действие серии, обращается к Элиоту, чтобы поговорить с ним о неприятностях, появившихся в сюжете. В одной из серий, Элиот сам входит в Город Собак, чтобы помочь детективу в решении тайны.
По-видимому, образы многих героев мультфильма срисованы с жителей жилого дома Элиота. Главарь преступной группировки Багси Вил (Bugsy Vile) — чрезмерно ворчливый бульдог дома, Бруно; возлюбленная Эйса Харта, Рози, — не взаимные отношения Элиота и Коллин; и так далее. Кукольные герои не принимали этого; в первой серии Бруно спрашивает Элиота, как такой неудачник как он смог создать такого большого героя как Багси. Элиот ответил: «Иногда это только бросается Вам в глаза» («Sometimes it’s just staring you in the face»).
Последующие серии включают части других шоу, над которыми работал Элиот, включая пародии, показывающие главных героев Города Собак и ряд супергероев.

## Герои

### Мультипликационные
- Эйс Харт (Ace Hart), голос — Рон Вайт (Ron White)
- Рози О’Грива (Rosie O’Gravy), голос — Элизабет Ханна (Elizabeth Hanna)
- Эдди (Eddie), голос — Стюарт Стоун (Stuart Stone)
- Багси «Крёстный пёс» Гнус (Bugsy Vile), голос — Джон Стокер (John Stocker)
- Щипчик (Игривый) (Frisky), голос — Джеймс Ранкин (James Rankin)
- Бешеный пёс (Mad Dog), голос — Стивен Уйметт (Stephen Ouimette)
- Боксёр (Хулиган) (Bruiser), голос — Ховард Джером (Howard Jerome)
- Китти (Kitty), голос — Полина Гиллис (Paulina Gillis)
- Барон Фон Ротвейлер (Baron Von Rottweiler), голос — Стивен Уйметт (Stephen Ouimette)
- Мэр Кикбарк (Mayor Kickbark), голос — Стивен Уйметт(Stephen Ouimette)
- Дот (Dot), голос — Тара Стронг (Tara Strong)
- Ивес (Yves), голос — Рино Романо (Rino Romano)
- Стивен (Steven), голос — Джордж Буза (George Buza)

### Кукольные
- Элиот Шег (Eliot Shag), голос — Кевин Клэш
- Коллин Баркер (Colleen Barker), голос — Фрэн Брилл (Fran Brill)
- Терри Спрингер (Terri Springer), голос — Фрэн Брилл (Fran Brill)
- Арти Спрингер (Artie Springer), голос — Джой Маццарино (Joey Mazzarino)
- Бруно (Bruno), голос — Брайен Муехл (Brian Muehl)
- Баузер (Bowser), голос — Давид Рудман (David Rudman)
- Госпожа Флафф (Ms Fluffe), голос — Лиза Баклей (Lisa Buckley)

## Эпизоды (Серии)

### 1 Сезон
- 1.Большой кряк (The Big Squeak)

Багси и его подручные похищает Хватовоя III-го и его сейф, в котором знаменитый богатей хранит все свои сбережения. Багси узнает, что сейф открывается с помощью пищалки, любимой игрушки каждого жителя города собак. Подручные Багси начинают похищать пищалки по всему городу. Однако ни одна из них так и не смогла открыть сейф. Похищения продолжаются и Эйс так бы и бездействовал, пока пищалка не пропадает и у него.
- 2.Приручение Винта (Taming of the Screw)
- 3.Мясо Мясника (Meat the Butcher)
- 4.Школа непослушания (Disobedience School)

Во время очередной разборки с фон Ротвейлером, Эйсу звонит взволнованный Эдди и говорит, что в школе происходит что-то неладное. Внезапно разговор обрывается. Переодевшись в школьника, Эйс проникает на территорию школьного заведения и выясняет, что новым учителем является не кто иной, как Багси, решивший с помощью щенков ограбить «Собачий монетный двор».
- 5.Собачья кутузка (The Dog Pound)

Эйса обвиняют в уничтожении бесценной реликвии — «Тапочки султана», и приговаривают его к 70 собачим годам заключения. Единственная собака, которой он может доверять, это Рози О’Грива, которая в свою очередь выясняет, что за всем, как всегда стоит Банси Гнус. А пока Рози пытается очистить доброе имя Эйса, наш герой пытается наладить контакт с заключенными, которых он сам в свое время и упек в тюрьму.
- 6.Ошеломлённое Радио (Radio Daze)

В городе собак все любят слушать радио. Особенно постановку «Жизнь собачья» с ведущими звездами радио. Однажды во время эфира происходит несчастный случай. Директор радио, уверенный в том, что это было не случайно, решил воспользоваться услугами Эйса. К тому времени, как Эйс, приезжает на станцию, происходит ещё один несчастный случай. Успеет ли Эйс обезвредить преступника, пока все главные герои не покинули площадку?
- 7.Собака-вампир (The Bloodhound)

Однажды темной ненастной ночью к Эйсу зашла перепуганная до смерти собака, утверждающая, что за ней гонится вампир. Но Эйс Харт не верит в вампиров и он отказывает в помощи. На следующий день Эйс узнает из газет, что пес попал в больницу. Письмо оставленное на месте преступления приводят Эйса и его верного помощника Эдди в «Музей восковых собак мадам Куссай»
- 8. Приключения щенячей няньки (Adventures in Puppysitting)

Новое задание Эйса — присмотр за щенком, который потерялся во время ограбления звезды кино Жужи Гавгер, на аллее звезд. Эйс и не догадывается, что невинный малышь, это вор на доверии Мордашка Жмур, нанятый Багси для похищения драгоценного камня «Крепкий орешек»
- 9.Мы хотим Харта (Ya Gotta Have a Heart)

Элиот Шег уволен из-за разногласий с начальством. В попытках найти работу, Элиот пробует Эйса в различных амплуа. Но что в роли рассказчика детских сказок, что в роли героя фильма ужасов, Элиот пытается показать Эйса, все тем же детективом, которого все знают.
- 10.В твоих мечтах (In Your Dreams)

Заснув на рабочем месте, Элиот попадает в мир Эйса, где он спасает город собак и становится народным героем. Однако проснувшись и попав в реальный мир он выясняет, что Рози О’Грива, успевшая привязаться к Элиоту, обвиняет Эйса в его похищении. Ведь именно Эйс видел Элиота последним.
- 11.Корабль-ракета К-9 (Rocketship K-9)

Вафус фон Блох, конструктор ракет, пригласил Эйса для расследования постоянного похищения канцтоваров с рабочих мест. Во время ночного обхода Эйс пытается остановить Багси Гнуса, который вознамерился похить настоящую ракету и сделать из неё баллистический автобус в парке развлечений для преступников «Мир Гнуса». Планы обоих нарушает Украинский кот-шпион, который похищает ракету с Эйсом, Багси и его бандой на борту.
- 12.Как кошки с собаками (Cats 'n' Dogs)

В городе собака началась война между преступными группировками кошек и собак за разделение территории. Возлюбленная Багси, Китти, переходит на сторону котов к их главарю Цап Царапу, который придумал идеальный план, как избавиться не только от своего злейшего врага, но и всех собак разом.
- 13.Это искусство? (Is It Arf?)*

Из музея похищенная бесценная картина «Мона Лесси». Эйс, уверенный в том, что расследование поручат ему, глубоко разочаровывается, выясняя, что делом займется Шерлок Гафс. Новоиспеченный детектив не только, при каждом удобном случае, всячески высмеивает и унижает Эйса, но и заигрывает с Рози О’Гривой. Эйс решает обнаружить преступника первее, заносчивого Англичанина.

### 2 Сезон
- 14.Босс Боксер (Boss Bruiser)

«Крестный пес» Багси Гнус за решеткой. Его преемником становится Боксер, что никак не устраивает Щипчика, давно мечтающего стать преступным королём города собак. Пытаясь навредить Боксеру, Щипчик ненароком помогает ему совершить ограбление банка, ювелирного магазина и Золотого запаса костей. А тем временем Эйс, сводя концы к концами, дает рекламу на телевидение.
- 15.Лихорадка Спринджер (Springer Fever)

Багси похищает секретаршу мэра мисс Панталонни. Блестящий план полиции по спасению секретарши нарушает Эйс. В то же время, новыми соседями Элиота становятся Арти и его мама Терри, в которую Элиот безумно влюбляется. Под воздействием её красоты Элиот приносит в мир Эйса любовь, нежность и розовые цвета.
- 16.Много суматохи из-за бешеного пса (Much Ado About Mad Dog)

Багси со своей бригадой похищает корабль с грузом собачьей присыпки. Эйс во время потасовки падает за борт вместе с Бешеным псом и спасает его. Теперь Бешеный пес — лучший друг и вечный спутник сыщика, ведь он обязан ему жизнью. Но сможет ли вытерпеть Эйс выходки нового безумного друга?
- 17. Дворняги и мэры (Of Mutts and Mayors)

Багси Гнус становится новым мэром города собак. Он вводит новые налоги и штрафы, и деньги рекой плывут к нему в карман. Однако вскоре Багси впадает в депрессию, ведь раньше чтобы что-то получить, нужно было это украсть, а теперь ему всё несут на блюдечке. Скукота! Багси решает подать в отставку. Остаётся лишь признаться в этом Китти, которая не намерена возвращаться к прошлой жизни.
- 18.Кто приглядывает за часовым? (Who Watches the Watchdog?)
- 19.Большое Проклятие датчанина (The Great Dane Curse)
- 20.Изо Рта Щенков (Out of the Mouths of Pups)
- 21.Прощайте Моя Рози (Farewell My Rosie)
- 22.Старые Собаки Новые Уловки (Old Dogs New Tricks)
- 23.Больной как Собака (Sick as a Dog)

### 3 Сезон
- 24.Новый Мусор (The New Litter)
- 25.Собачка Видит, Собачка Делает (Doggy See Doggy Do)
- 26.Комедия Ужасов (Comedy of Horrors)
- 27.Howl the Conquering Hero
- 28.Уменьшить, Повторить, Обнаружить (Reduce, Re-Use, Retrieve)
- 29.Будущая Халтура (Future Schlock)
- 30.Нет Боли, Нет Мозга (No Pain, No Brain)
- 31.Собачьи Летние Каникулы (Dog Days of Summer Vacation)

## Город Собак — Фильм
Город Собак первоначально был телевизионным кино, которое длилось 39 минут, показывалось как эпизод Часа Джима Хенсона (The Jim Henson Hour), героями которого были куклы-марионетки. В фильме «Город Собак» Эйс (Ace) беспокоится за защиту денег от Багси (Bugsy), криминального главаря. После отказа заплатить или бороться с ним, Багси похищает возлюбленную Эйса, Коллин. В конце концов, Эйс побеждает Багси и освобождает девушку.
- Эйс Ю (Ace Yu), голос — Кевин Клеш (Kevin Clash)
- Фриски (Игривый) (Frisky), голос — Дейв Гоелз (Dave Goelz)
- Безумная собака (Mad Dog), голос — Стив Витмир (Steve Whitmire)
- Багси Зем (Bugsy Them), голос — Джим Хенсон (Jim Henson)
- Коллин (Colleen), голос — Фрэн Брил (Fran Brill)
- Rowlf the Dog, Голос — Джим Хенсон (Jim Henson)